# Papuasalangan
Papuasalangan (Aerodramus papuensis) är en fågel i familjen seglare. Olikt andra arter i släktet har den tre tår i stället för fyra och verkar vara nattaktiv. Kunskapen om dess hotstatus och levnadssätt är mycket bristfällig.

## Utseende och läte
Papuasalanganen är en stor (14 cm) salangan med grund kluven stjärt. Unikt bland seglare saknar den hallux och har därmed endast tre tår. Fjäderdräkten är varmbrun med något glansig ovansida utan kontrast mot övergumpen. Undersidan är mörk med kontrasterande silvergrå strupe. Vita fanstrålar på nackfjädrarna bryter av mot mörka spetsar. Tarserna är tätt befjädrade. Lätena är okända.

## Utbredning och systematik
Fågeln förekommer på norra Nya Guinea, där specimen samlats in kring floden Idenburg, i Snow Mountains och Jayapura. Troliga fynd har även gjorts i ett vidare område på norra Nya Guinea samt kring Port Moresby. Den behandlas som monotypisk, det vill säga att den inte delas in i underarter.

### Släktskap
Papuasalanganen placeras numera traditionellt i Aerodramus, skiljer sig från övriga arter i släktet genom att endast ha tre tår istället för fyra och avvikande ekolokaliseringsbeteende. Genetiska studier visar också att arten står närmast jättesalanganen (Hydrochous gigas), vilket skulle tyda på att Aerodramus är parafyletiskt. Dessa resultat har dock ännu inte lett till taxonomiska ändringar.

## Levnadssätt
Arten påträffas i olika miljöer från havsnivån till 2400 meters höjd, där ett exemplar infångades vid en grotta i ett område med mossig bergsskog och Dacrycarpus. Den födosöker typiskt högt upp, men har också setts lågt över våtmarker. Flockar med 20 till 30 individer är typiska, ofta tillsammans med enfärgad salangan och papuaseglare. Liksom andra Aerodramus-salanganer använder den ekolokalisering, men medan övriga studerade arter flyger i grottor verkar papuasalanganen vara skymnings- eller nattaktiv. Den använder också enstaka, ej dubbla, klick. Dess häckningsbiologi är okänd.

## Status
Papuasalanganen beskrivs som lokalt vanlig. Dock saknas sentida fynd och kunskapen om arten är dock mycket begränsad, varför internationella naturvårdsunionen IUCN inte bedömer dess hotstatus.